# Werner von Blomberg
Werner Fritz Eduard von Blomberg (Stargard, 1878. szeptember 2. – Nürnberg, 1946. március 14.) a német hadsereg vezető tagja  1938-tól. 1933–1938 között birodalmi hadügyminiszter.

## Pályafutása
Stargardban (Pomeránia, Poroszország) született. Már fiatal korában, 1904-ben felvették a vezérkari tiszti akadémiára (Kriegsakademie).
Miután 1907-ben diplomázott, belépett a német vezérkarba (1908). Az első világháború alatt kitüntették a  Pour le Mérite érdemrend arany fokozatával. 1920-ban Blomberget a Döberits-brigád élére nevezték ki, 1921-ben a Stuttgarti Hadászati térség vezérkari főnöke, 1929-ben Kelet-Poroszország körzetvezetője lett.
1933-ban hadügyminiszteri tárcát kapott a Hitler-kormányban. Blomberg Hitler leghűbb követői közé tartozott. Beceneve „Gumihulladék oroszlán” volt. Teljes erővel dolgozott a hadsereg teljesítményének növelése érdekében. 1934-ben Blomberg arra ösztönözte Hitlert, számoljon le az SA-val és tagjaival, mert a szervezet létezését nagy veszélynek látta a hadseregre nézve. Részt vett a Hosszú kések éjszakájának eseményeiben.
1935-ben a Hadügyminisztériumot átnevezték Háború minisztériummá, Blomberg vezetésével. Blomberg mint a hadsereg legbefolyásosabb embere mégsem tudta megtartani pozícióját, mert Hermann Göring és Heinrich Himmler összeesküdtek ellene. Az 1937-es Hossbachi memorandum után  Hitler elégedetlen volt vele.
1938-ban összeházasodott Erna Gruhnnal, a 26 éves írónővel. Ez azonban karrierjének végét jelentette, mert a rendőrség bűnügyi nyilvántartásában szerepelt, hogy Erna pornográf képeket küldött. Ez prostitúciónak minősült, és közölték a Gestapóval. Göring a hírt az esküvőn közölte Blomberggel, ezután értesítette Hitlert, aki a botrány elkerülése érdekében elrendelte a házasság megsemmisítését. Blomberg megtagadta beleegyezését. 1938. január 27-én, miután Göring megfenyegette, Blomberg lemondott minden tisztségéről. Az események Blomberg–Fritsch-ügy néven váltak ismertté.
Blomberget és feleségét egy évre Capri szigetére száműzték. A második világháború alatt visszavonultan éltek, míg 1945-ben elfogták őket a szövetségesek. A nürnbergi perben Blomberg tanúként szerepelt. 1946-ban fogságban, egy amerikai hadikórházban halt meg rákos megbetegedés következtében.

## Fordítás
- Ez a szócikk részben vagy egészben  a   Werner von Blomberg című angol Wikipédia-szócikk fordításán alapul.  Az eredeti cikk szerkesztőit annak laptörténete sorolja fel. Ez a jelzés csupán a megfogalmazás eredetét és a szerzői jogokat jelzi, nem szolgál a cikkben szereplő információk forrásmegjelöléseként.